# جيرار غلات
جيرار غلات (بالفرنسية: Gérard Glatt)‏ كاتب روايات وقصص ولد في بلدة مونجيرون الواقعة على 19كم جنوب-شرق باريس، ولد في 2 يوليو سنة 1944. أمضى 4 سنوات في الإدارة العامة للمالية بعد إتمام دراسته للحقوق، بموازاة ذلك أمضى وقته في الكتابة.
غادر إدارة المالية سنة 1974 للعمل في مكتب استشارات للتجارة الخارجية ليصبح بعد سنوات مديرا للمكتب، أصدر بعدها روايته الأولى بعنوان Holçarté عن دار كالمان ليفي للنشر سنة 1977. سنة 2000 ومع تطور التقنية قام بتسيير شركة متخصصة في التجارة الإلكترونية، وعمل بموازاة مع ذلك في تحرير مجلة أوروبا (fr) الأدبية  منذ 2007 عاد تماما للكتابة الأدبية حيث أصدر 7 روايات، كما عمل في مؤسسة ناس الحرف (fr) وهي مؤسسة تهتم بحقوق المؤلف وتدافع عنه، أصبح عضوا في جمعية كتاب بريتون،  وعضو في دار الكتاب والأدب.

## أعماله
| السنة | العنوان                       | العنوان الأصلي                      |
| ----- | ----------------------------- | ----------------------------------- |
| 1977  | هولسارتي                      | Holçarté                            |
| 2008  | دمية على أريكة                | Une poupée dans un fauteuil         |
| 2000  |                               | L’Impasse Héloïse                   |
| 2011  | شابة مختلفة                   | Une jeune filles différente         |
| 2012  | زمن النسيان                   | Le Temps de l'oubli                 |
| 2013  | قدر لويز                      | Le Destin de Louise                 |
| 2014  | الفكرة الرائعة لألكساندر بلوش | La Chouette idée d’Alexandre Pluche |
| 2016  | عودة تحت النجوم               | Retour à Belle Étoile               |
| 2017  | الأخوات فاراندون              | Les Sœurs Ferrandon                 |
| 2018  | والسماء تأبى البكاء           | Et le ciel se refuse à pleurer      |